# Борон (Дордоња)
Борон (фр. Beauronne) насеље је и општина у југозападној Француској у региону Аквитанија, у департману Дордоња која припада префектури Периже.
По подацима из 2011. године у општини је живело 330 становника, а густина насељености је износила 17,15 становника/km². Општина се простире на површини од 19,24 km². Налази се на средњој надморској висини од 68 метара (максималној 150 m, а минималној 51 m).

## Демографија
| 1962. | 1968. | 1975. | 1982. | 1990. | 1999. | 2011. |
| ----- | ----- | ----- | ----- | ----- | ----- | ----- |
| 374   | 412   | 350   | 340   | 328   | 310   | 330   |

График промене броја становника у току последњих година